# 三苯甲醇
三苯甲醇是一種有機化合物，屬於醇類，也屬於芳香族，其化學式為(C6H5)3COH或Ph3COH或C19H16O，常缩写为TrOH。它是一種白色結晶固體，是不溶於水和石油醚，但溶於乙醇、二乙醚、乙醚、丙酮和苯，溶于浓硫酸显黄色。在強酸溶液中，它產生一個強烈的黃色，由於形成穩定的“三苯甲基”的碳正離子。

## 性質
與乾燥的氯化氢用乙醚當催化劑可產生三苯氯甲烷。

## 合成
苯甲酸甲酯与苯基格氏试剂的反应时常用的实验室制法。也可用二苯酮代替苯甲酸酯。

## 应用
三苯甲醇本身在工业上无应用，仅用于实验室研究。三苯甲醇的衍生物是一些三苯甲烷染料合成的中间体。